# Ожаровские
Ожаровские (пол. Ożarowski) — польский графский и дворянский род герба Равич.
Именным Высочайшим указом 1838 года, потомство гетмана Петра Ожаровского возведено в графское Царства польского достоинство.
Род графов Ожаровских внесён в родословную книгу дворян Царства Польского, дворянские отрасли Ожаровских — в те же книги и в I часть родословной книги Виленской губернии.
Род восходит к концу XV века. Сильвестр Ожаровский находился коронным подкормием (обер-каммергер) в 1538 году. Фелициан Ожаровский кастелян саноцкий.

## Известные представители
- Юрий Ожаровский († 1741), обозный великий коронный, был маршалом сейма в 1732 г. и послом во Францию от Станислава Лещинского (1733).

- Его сын Пётр, гетман великий коронный, сторонник России, повешен восставшими в Варшаве 9 мая 1794 г.
- Один из его сыновей граф Адам Петрович (1776—1855) был генерал-адъютантом, членом государственного совета и сенатором,
- Внук Петра — граф Константин Францевич (1823—1893), гофмейстер, известный знаток польской генеалогии, оставил следующие труды: «Sapiehowie» (СПб., 1890 — 93), изданные под именем Иосифа Вольфа «Senatorowie i dygnitarje W. Ks. Litewskiego» (Kpaков, 1885), «Pacowie» (СПб., 1885), «Rod Gedimina» (Краков, 1886) и посмертный труд (тоже под именем Иосифа Вольфа) «Kniaziowie litewsko-ruscy» (Варшава, 1895). Все эти труды, составленные почти исключительно по неизданным архивным материалам, имеют важное значение для занимающихся историей Литвы и генеалогией литовских княжеских и дворянских родов.